# Інгресія
Інгре́сія (рос. ингрессия, англ. ingression, нім. Ingression f, Eingriff m) — проникнення морських вод у зниження рельєфу прибережної смуги при підвищенні рівня моря або зануренні берега. Протилежне — регресія.